# Kermia informa
Kermia informa é uma espécie de gastrópode do gênero Kermia, pertencente a família Raphitomidae.